# The Third Bullet
Al treilea glonț (The Third Bullet) este un roman scris de Carter Dickson (pseudonimul lui John Dickson Carr⁠(d)). A fost publicat prima dată în Regatul Unit în 1937.
Acest roman este o „poveste polițistă” (Whodunit⁠(d)) și un mister de tip „cameră încuiată”.
Cei doi detectivi obișnuiți ai autorului, Gideon Fell⁠(d) și Henry Merrivale⁠(d), nu apar în acest roman.

## Rezumat
Acțiunea are loc în Hampstead, un cartier londonez de clasă mijlocie, în toamna anului 1937.
În roman, la prima crimă, la fața locului este prezent un suspect a cărui armă nu a fost folosită pentru a ucide victima, o a doua armă aparține unui avocat și o a treia armă a fost folosită în crimă, dar aparține victimei. La a doua crimă, victima este o persoană complet neașteptată (noua menajeră a familiei).
Cele trei arme de foc menționate în roman sunt:
- un revolver Ivor -Johnson
- un revolver marca Browning cu un calibru .32 ACP
- o pușcă cu aer comprimat marca Erckmann

## Recepție
În Kirkus a apărut o recenzie scurtă, care a afirmat că romanul a fost un „exercițiu mental activ”.